# Piscidia communis
Piscidia communis là một loài thực vật có hoa trong họ Đậu. Loài này được (S.F. Blake) I.M. Johnst. miêu tả khoa học đầu tiên năm 1924.